# تیسن آگ
تیسن آگ (انگلیسی: Thyssen AG) شرکت خوشه‌ای آلمانی بود، که در سال ۱۸۹۱ تأسیس شد. این شرکت در سال ۱۹۹۹ با کروپ ادغام شد تا تیسن‌کروپ را تشکیل دهد.